# ساتوشي موري
ساتوشي موري (باليابانية: 森敏 ) (و. 1971  م) هو متزحلق نوردي مزدوج ياباني، شارك في الألعاب الأولمبية الشتوية 1998، والألعاب الأولمبية الشتوية 2002.

## التعليم
تعلم في جامعة تشوكيو.

## روابط خارجية
- ساتوشي موري على موقع الاتحاد الدولي للتزلج (التزلج النوردي المزدوج) (الإنجليزية)
- ساتوشي موري على موقع أوليمبيديا (الإنجليزية)